# Luca Rambaldi
Luca Rambaldi, né le 9 décembre 1994 à Ferrare, est un rameur italien, surtout en skiff.

Médaille de bronze du M2x lors des Championnats du monde d'aviron 2017, il remporte la médaille d’or en skiff lors des Jeux méditerranéens de 2018, puis le titre mondial en quatre de couple à Plovdiv en 2018. 

## Palmarès

### Championnats du monde
- 2017 à Sarasota,  États-Unis
  -  Médaille de bronze en deux de couple
- 2018 à Plovdiv,  Bulgarie
  -  Médaille d'or en quatre de couple
- 2019 à Ottensheim,  Autriche
  -  Médaille de bronze en quatre de couple

### Championnats d'Europe
- 2013 à Séville,  Espagne
  -  Médaille de bronze en quatre de couple
- 2017 à Račice,  Tchéquie
  -  Médaille d'or en deux de couple
- 2018 à Glasgow,  Royaume-Uni
  -  Médaille d'or en quatre de couple
- 2019 à Lucerne,  Suisse
  -  Médaille d'argent en quatre de couple

### Jeux méditerranéens
- 2018 à Tarragone,  Espagne
  -  Médaille d'or en skiff